# Comité Côte basque Landes de rugby
Le comité Côte basque Landes de rugby est un organe fédéral dépendant de la Fédération française de rugby actif de 1911 à 2018 et chargé d'organiser les compétitions territoriales de rugby à XV et à sept dans une partie des départements des Pyrénées-Atlantiques et des Landes.
Historiquement, le périmètre s'étend autant au Pays basque qu'au Béarn, tandis qu'il ne gère que la partie extrême du Sud des Landes. Avec les années, tandis que le Béarn voit la création d'un comité dédié, la majeure partie des Landes passe sous sa juridiction à l'exception de la partie extrême Nord du département.

## Histoire
Le comité Landes-Béarn est fondé le 3 juin 1911 à Pau. Sa juridiction s'étend sur l'ensemble du département des Basses-Pyrénées ainsi que sur les arrondissements landais de Dax et de Saint-Sever ; l'objectif est alors d'avoir un comité indépendant de celui de Côte d'Argent, couvrant la Gironde et la majorité des Landes, ; il est rapidement renommé en tant que comité Côte basque.
Lors de la Seconde Guerre mondiale, la séparation du territoire français en deux, entre la zone libre et la zone occupée, affecte le périmètre d'action du comité Côte basque. La partie des Basses-Pyrénées en zone libre passe, soit les arrondissements de Pau, Mauléon et Oloron-Sainte-Marie sous le contrôle du comité Béarn créé à cette occasion. Dans les Landes, la majeure partie du département est désormais rattachée au comité Côte basque, incluant notamment les villes de Mont-de-Marsan et de Lesperon, tandis que celles de Aire-sur-l'Adour et de Miramont-Sensacq sont sous juridiction béarnaise. Ce découpage subsiste après la fin du conflit armé.
Le siège du comité se trouve à Bayonne, rue Bourgneuf à partir de 1952, avenue Maréchal-Soult à partir de 1966, puis avenue Raoul-Follereau à partir de 2010.
Le 18 juin 1993, le comité Côte basque est renommé comité Côte basque Landes, officialisant sa juridiction bi-territoriale.

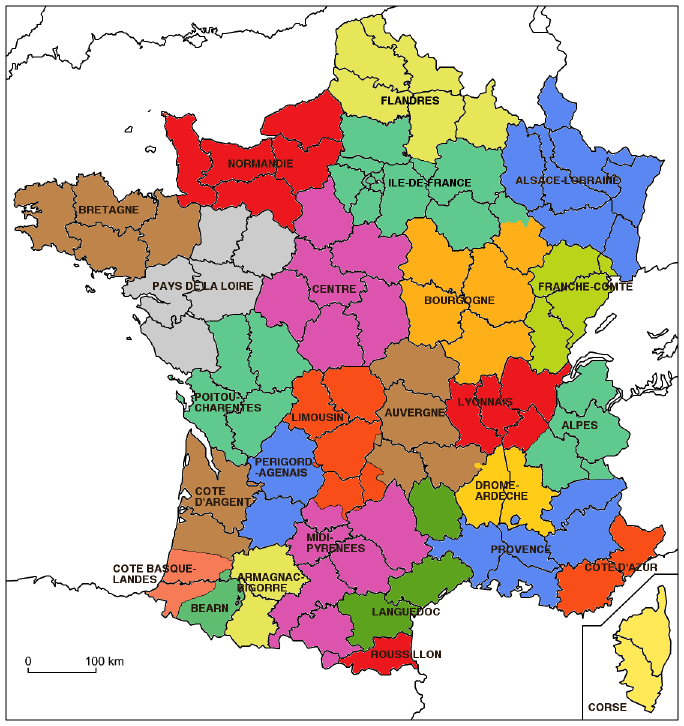
Découpage approximatif des comités territoriaux français avant la réforme de 2015.

En conséquence de la réforme territoriale des régions de 2015, le ministère de la Jeunesse et des Sports impose aux fédérations sportives de calquer leur organisation territoriale sur celle des nouvelles régions. Ainsi, le 1er juillet 2018, le comité Côte basque Landes fusionne avec les comités Béarn, Côte d'Argent, Limousin, Périgord Agenais et Poitou-Charentes pour former la Ligue régionale Nouvelle-Aquitaine de rugby.

## Sélection
Bien que la Fédération française de rugby refuse de donner de l'autonomie à ses comités territoriaux, celui de Côte basque monte dans les années 1980 une équipe représentative destinée à disputer des rencontres amicales. Rassemblant des joueurs de ses clubs mais intégrant parfois des joueurs locaux évoluant dans d'autres comités, elle évolue sous les couleurs rouge, verte et blanche, rappelant celles du drapeau basque.
Avant cela, alors que la FFR prépare l'organisation annuelle d'une Coupe nationale – ou challenge Pierre-Failliot – à partir de 1937 entre plusieurs « grandes régions » de France, celle de Côte basque fait partie des huit premières équipes participantes, sous l'égide du comité homonyme. La fédération dote chaque région d'un maillot distinctif : la Côte basque joue avec un maillot bleu azur et porte les armoiries des sept provinces basques et rassemble les meilleurs joueurs des Basses-Pyrénées et des Landes.
Dans les années 1950 et 1960, une autre sélection est auparavant souvent associée au comité voisin du Béarn.
La sélection Côte basque rencontre surtout des équipes nationales étrangères en tournée, affrontant entre autres la Roumanie en 1984, l'Écosse et la Nouvelle-Zélande en 1986, l'Irlande en 1988, les Fidji en 1989 et à nouveau la Nouvelle-Zélande en 1990 (en), et 1995 (en),.
Elle réalise elle-même plusieurs tournées à l'international, notamment une tournée en Nouvelle-Zélande en 1981 contre des équipes de province, ainsi qu'au Zimbabwe en 1988.

## Présidents
Les personnes suivantes se succèdent au poste de président de la fédération :
1. Georges Haitce[19], de 1911 à 1921[7] ;
2. Fernand Forgues[19], de 1921 à 1945[7] ;
3. Escapil[19], de 1945[7] à 1966[20] ;
4. René Dassé, de 1966[20] à 1976[19],[21] ;
5. Gaston Lesbats, de 1976[21] à 1996[21] ;
6. Pierre Camou, de 1996[22] à 2008[22] ;
7. Pierre Balirac, de 2008[23] à 2016[24] ;
8. Michel Dupuy, de 2016[24] à 2018[25].

## Clubs

### Nombre de clubs
| Année | Nombre de clubs |
| ----- | --------------- |
| 1919  | 11              |
| 1920  | 21              |
| 1921  | 24              |
| 1922  | 36              |
| 2006  | 60              |

### Meilleurs clubs de la ligue par saison
Le meilleur club de la ligue est le club qui arrive le plus loin en phases finales dans la compétition nationale de plus haut échelon. En cas d'égalité (même compétition et même résultat en phases finales), le meilleur club est celui qui a marqué le plus de points au cours de la saison régulière.
Clubs masculins